# Sepp Dietrich
Josef „Sepp“ Dietrich (28. května 1892 – 21. dubna 1966) byl německý generál jednotek Waffen-SS v hodnosti SS-Oberstgruppenführer und Generaloberst der Waffen-SS, dlouholetý velitel Hitlerovy osobní stráže a pozdější divize Leibstandarte SS Adolf Hitler.
Klíčové byly jeho účasti zejména v bitvách u Kurska v létě 1943 a v Ardenách v prosinci 1944, kde velel tankové armádě. To byl již nositelem Rytířského kříže s dubovými ratolestmi a meči a byl generálplukovníkem SS. Od února 1945 velel tankové armádě SS v Maďarsku, a 8. května 1945 byl zajat Americkou armádou. V norimberských procesech byl odsouzen k trestu doživotí za válečné zločiny, v roce 1955 propuštěn. Pak byl ještě odsouzen za účast v Noci dlouhých nožů, byl ale propuštěn ze zdravotních důvodů. Zemřel 21. dubna 1966 v Ludwigsburgu.

## Mládí a první světová válka
Josef Dietrich, kterému se od malička říkalo Sepp, se narodil 28. května 1892 Palagiovi a Kreszentii Dietrichovým v Hawangenu poblíž Mamingenu ve Švábsku. V roce 1900 se celá rodina přestěhovala do okresního města Kemptenu, ležícího na řece Iller. Sepp tam absolvoval povinnou školní docházku a jezdil jako povozník u sedláků. V roce 1907 se vydal „na zkušenou“ jako mnoho jeho vrstevníků a procestoval Rakousko a Itálii, než zakotvil v Curychu ve Švýcarsku, kde se učil v hotelu. Roku 1911 již však byl znovu doma, aby se dostavil k odvodu do Bavorské královské armády. Nastoupil 18. října 1911 ke 2. baterii 4. polního dělostřeleckého pluku, odkud byl po měsíci propuštěn pro zranění.
Po vypuknutí první světové války nastoupil 6. srpna 1914 k 7. bavorskému pluku polního dělostřelectva. Po základním výcviku se dostal v říjnu na frontu se 6. bavorským záložním dělostřeleckým plukem, který byl součástí 6. bavorské záložní divize 6. bavorské armády. Záhy utrpěl zranění a po jeho vyléčení byl odeslán do dělostřeleckého učiliště v Sonthofenu, aby se stal poddůstojníkem z povolání. V létě 1915 se opět zapojil do bojů a koncem roku byl znovu raněn. V listopadu 1916 byl přeložen k prvním německým tankovým jednotkám, a během bojů v roce 1917 získal (14. listopadu) Železný kříž I. třídy a Tankový odznak. Počátku roku 1918 byl převelen k 13. bavorskému tankovému odřadu, kde sloužil až do konce války.

## Počátek působení u SS
Po propuštění z armády v březnu 1919 nebyl přijat do formujícího se reichswehru, a tak nastoupil do řad Freikorps, což byly polovojenské organizace, složené z válečných navrátilců, které se zapojovaly do různých půtek, např. s komunisty. V říjnu 1919 nastoupil výcvik u bavorské zemské policie, sloužící v Bavorsku jako náhrada armády. V únoru 1920 se oženil s Barbarou Seidlovou a v květnu 1921 se v řadách znovuzformovaných Oberland Freikorps zúčastnil bojů ve Slezsku, kam vstoupily polské jednotky. V létě 1921 se na politické scéně začala prosazovat nová strana s názvem Národně socialistická německá dělnická strana (NSDAP), jíž vládl Adolf Hitler a ke které se přidalo mnoho bojovníků Freikorps ze Slezska včetně Dietricha, kteří se cítili podvedeni Výmarskou vládou. Hitler se 8. listopadu 1923 neúspěšně pokusil uskutečnit státní převrat (tzv. Pivní puč), za což byl později odsouzen k pěti letům vězení a NSDAP byla zakázána.
V květnu 1928 byl Dietrich přijat do NSDAP, která byla v roce 1927 obnovena, a o několik dní později vstoupil do organizace SS, která sloužila jako elitní garda. 1. června 1928 byl Dietrich povýšen do hodnosti Sturmführer, o něco později na SS-Sturmbannführera a 1. srpna se stal velitelem mnichovského oddílu SS, Standarte 1, a byl povýšen na SS-Standartenführera. Hitler si Dietricha brzy oblíbil, proto byl rychle povyšován. Dobrý dojem udělal i na říšského vedoucího SS (Reichsführer SS) Heinricha Himmlera, který jej 18. května 1929 jmenoval velitelem brigády SS Bayern, čímž se Dietrich stal velitelem jednotek SS v celém Bavorsku. 11. července téhož roku byl povýšen na SS-Oberführera Süd, čímž se stal velitelem jednotek SS v celém jižním Německu. Koncem února 1932 byla Dietrichem vytvořena Hitlerova osobní stráž, která se nazývala Doprovodné komando SS Vůdce (SS Begleit-Komando „Der Führer“), a o měsíc později byl Dietrich znovu zvolen do Říšského sněmu.

## Budování Leibstandarte a první zkušenosti

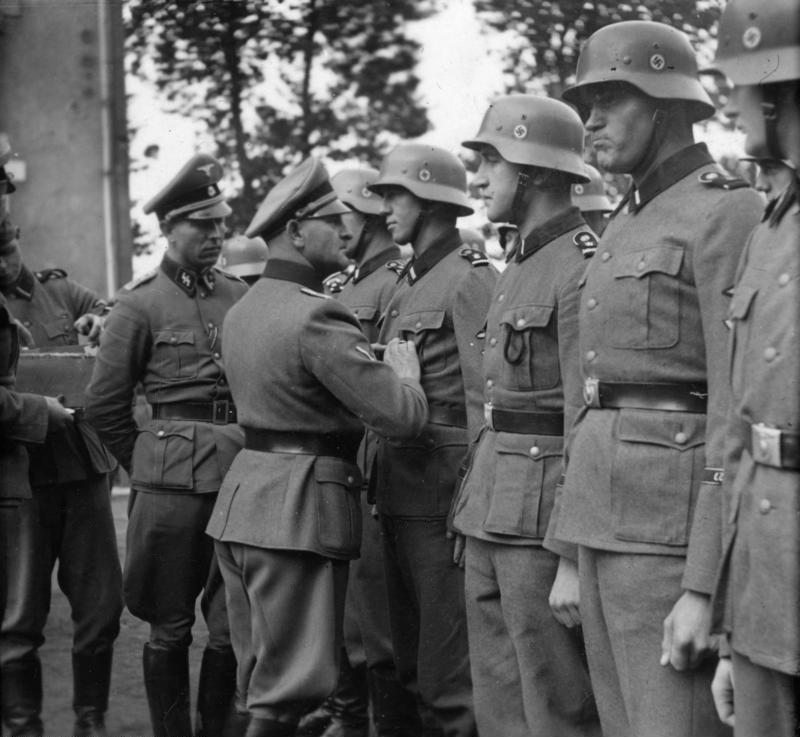
Sepp Dietrich vyznamenává své muže ze 1. divize SS-Leibstandarte v Métách ve Francii v roce 1940

Po velkém vítězství NSDAP ve volbách do Říšského sněmu v roce 1933 a následném jmenování Hitlera kancléřem byl Dietrich 17. března pověřen, aby zformoval stráž k ochraně Říšského kancléřství. O několik dní později se stal velitelem (a tvůrcem) Štábní stráže SS Dietrich (SS-Stabswache Dietrich). O několik týdnů později byla stráž přejmenována na Zvláštní komando SS Berlín (SS-Sonderkommando Berlin) a přestěhovala se do Lichterfelde. V červnu 1933 byly zřízeny další dvě komanda, a společně s komandem Berlín se staly základem budoucích Zbraní SS (Waffen-SS). Výjimečné na Dietrichově jednotce, která tehdy čítala 600 mužů, a dalších dvou komandech bylo, že je cvičila armáda. Ale jen komando Berlín využíval Hitler ke svojí osobní ochraně. 3. září 1933 byla všechna tři komanda sloučena pod souhrnné označení Adolf Hitler Standarte. Při desátém výročí Pivního puče, 9. listopadu 1933, získala tato jednotka konečný název Leibstandarte SS Adolf Hitler, a vykonala slavnostní přísahu Hitlerovi.
Dne 30. června 1934 se Leibstandarte v čele s Dietrichem zúčastnila tzv. Noci dlouhých nožů, při které bylo povražděno několik stovek odpůrců nacismu a vedení SA. Za tuto akci byl 1. července Dietrich povýšen do hodnosti Obergruppenführera. V březnu 1935 se Leibstandarte poprvé dostala do akce, když dostala za úkol obsadit Sársko, kde skončila francouzská okupace, vyplývající z Versailleské smlouvy. Koncem roku 1937 se Dietrich seznámil s Ursulou Moningerovou (manželka SS-Gruppenführera Karla-Heinricha Brennera), do které se zamiloval, a téměř se přestal stýkat se svou první manželkou. Na začátku roku 1938 se Dietrich zúčastnil školení pro velitele tankových divizí, poté se účastnil obsazení Rakouska a Československa.

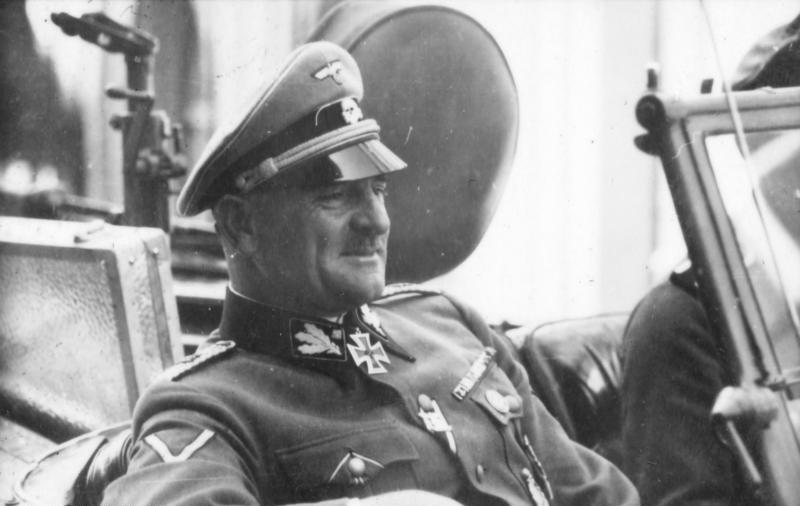
Sepp Dietrich na fotografii ze září roku 1940 po vítězství nad Francií

Dne 24. srpna obdržel Dietrich rozkazy k napadení Polska, úkolem pluku Leibstandarte bylo v rámci XIII. sboru 8. armády podporovat útok na Varšavu. Byla to pro něj první zkušenost velet skutečnému bojovému útvaru ve válce a napoprvé nepříliš úspěšná, protože Leibstandarte utrpěla od polských jednotek v Pabianici těžké ztráty. Vedení armády na tento neúspěch reagovalo tím, že Leibstandarte přidělovalo pouze podpůrné úkoly a až na přímý zásah Hitlera byl pluk znovu zařazen k bojovým jednotkám jako součást XVI. sboru 10. armády, která vedla útok přímo proti Varšavě. Armádní velení nebylo s Dietrichem spokojeno a velitel 8. armády ho chtěl dokonce poslat před soud za plenění vesnic a vraždění civilistů jeho vojáky.
Koncem listopadu se Dietrich se svou jednotkou vrátil zpět do Německa, aby se s XIX. tankovým sborem pod Guderianovým velením v Koblenci připravoval na útok na Francii. V lednu 1940 byl vyzrazen plán útoku na Francii a k vypracování nového byl povolán geniální stratég Erich von Manstein. Samotný útok začal 10. května a Leibstandarte sklidila ze strany armádních velitelů uznání. Za jednu akci byl dokonce Dietrich vyznamenán Rytířským křížem (dostal jej 4. července 1940). V dalších týdnech byla Leibstandarte reorganizována na brigádu a účastnila se příprav na vylodění v Anglii. Tato akce se nakonec neuskutečnila, Hitlerův zrak se stále více upíral na východ.

## Na východní frontě

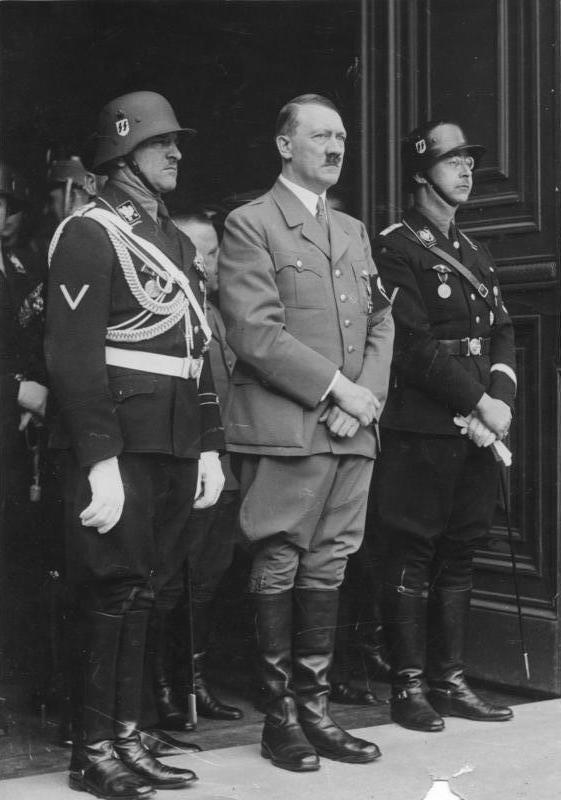
Fotografie pocházející ze 20. dubna 1937 z Hitlerových narozenin v Berlíně. Zleva: Sepp Dietrich, Adolf Hitler a Heinrich Himmler.

Koncem roku 1940 bylo rozhodnuto o útoku na Balkán. Leibstandarte se této operace zúčastnila v rámci XL. sboru 12. armády, který měl obsadit Skopji a přes Monastir postupovat k řeckým hranicím. Zapojila se do bojů 9. dubna 1941 a vedla si velice dobře – 20. dubna dosáhla Katarrského průsmyku, kde jí byla nabídnuta kapitulace celé řecké armády. Dietrich osobně sjednal podmínky kapitulace, za což byl pokárán Hitlerem, neboť tím obešel italské spojence.
Začátkem června 1941 bylo rozhodnuto o rozšíření Leibstandarte na divizi a jejím zařazení do 1. tankové skupiny, součást skupiny armád Jih, která měla zaútočit na jih Sovětského svazu. Leibstandarte si v počátečních dnech ofenzívy vedla velice dobře a jejím významným přičiněním bylo u Novoarchandělska zajato přes 100 tisíc sovětských vojáků. 3. září se Leibstandarte připojila k 11. armádě a postupovala na jih na Krymský poloostrov.
Koncem října se ale vydala opět na východ k Rostovu na Donu, který posléze dobyla, ale musela se prakticky ihned stáhnout zpět. Poté, co koncem listopadu nařídil Gerd von Rundstedt vyklidit Rostov, vybudovala si Leibstandarte obranná postavení na břehu Azovského moře, u Taganrogu, kde zůstala až do června 1942. Posledního dne roku 1941, 31. prosince, byly Dietrichovi uděleny dubové ratolesti k Rytířskému kříži. Po obdržení dubových ratolestí zůstal Dietrich nakrátko v Berlíně. Nejprve byl ubytován v kancléřství jako Hitlerův osobní host. Propagandisté využili jeho přítomnosti k vytváření nacistické legendy. Hermann Göring a Joseph Goebbels nešetřili chválou a označili ho za klíčového velitele na východní frontě. Krátce před tím jej Hitler dokonce označil za bavorského Wrangela. Dietrich přítomnosti v Berlíně využil také k tomu, aby se 19. ledna 1942 konečně oženil s Ursulou Monningerovou. Až do června mohl Dietrich zahálet, protože Leibstandarte se nepodílela na žádné větší operaci, pouze se účastnila drobných potyček, přičemž byla v březnu posílena o tankový prapor, prapor stíhačů tanků a dělostřelecký oddíl. Ještě předtím, než se Leibstandarte znovu zapojila do bojů, oslavil Sepp Dietrich 28. května 50. narozeniny, přičemž za „mimořádné služby“ obdržel šek na 100 tisíc říšských marek od samotného Hitlera.
Těžištěm nové letní ofenzívy byl Kavkaz, kam Hitler upřel zraky, vědom si nedostatku ropných produktů a surovin, ale 29. července byla Leibstandarte již v Paříži, kde se měla připojit k Hausserově Tankovému sboru SS, s nímž se v prosinci 1942 vydala zpět na východní frontu. Tankový sbor SS se stal na konci ledna 1943 součástí Armádní skupiny Lanz. Úkolem této skupiny bylo udržet Charkov před postupujícími sovětskými vojsky. Vzhledem k množství sovětských sil to bylo nemožné, a tak bylo toto město prozíravě vyklizeno, ačkoliv tím Hausser vyvolal u Hitlera výbuch vzteku. Po těžkých bojích bylo město 14. března divizí Leibstandarte znovu dobyto, za což získal Dietrich meče k Rytířskému kříži. Navíc se mu 20. března 1943 narodil druhý syn Lutz.

## Západní fronta
Po znovuobsazení Charkova v srpnu 1943 bylo nalezeno mnoho těl zavražděných sovětských civilistů, za což se Dietrich objevil na sovětském seznamu válečných zločinců. V srpnu již ale Ditrich nebyl v Sovětském svazu, neboť byl v červnu jmenován velitelem I. tankového sboru SS. Na začátku roku 1944 působil I. tankový sbor SS v Belgii, kde se konaly přípravy na vylodění spojenců. 6. června skutečně došlo k zahájení vyloďovacích operací a I. tankový sbor SS se začal ihned připravovat na přesun do Caen, aby zahájil protiútok. Vzhledem k rychlosti vyloďování jednotek a síle spojeneckého letectva se jednalo o velice riskantní operaci, která málem skončila katastrofou, nebýt legendárního útoku Wittmanova praporu těžkých tanků. O několik dnů později byl Dietrich donucen se stáhnout z Caen, protože situace byla neudržitelná.
Dne 20. července 1944 došlo k atentátu na Hitlera, což hluboce otřáslo Hitlerovou důvěrou ke generalitě, a tak začal otevřeně preferovat Zbraně SS. Nedlouho později byl Dietrich povýšen na SS-Oberstgruppenführera zpětně od 20. dubna 1942 (měl být povýšen na návrh Himmlera již tehdy, ale Hitler nechtěl dráždit armádní vedení). Mezitím docházelo k nezadržitelnému postupu invazních jednotek i přes statečný odpor německých vojáků včetně I. tankového sboru SS, jehož velitel získal 5. srpna 1944 brilianty k Rytířskému kříži.

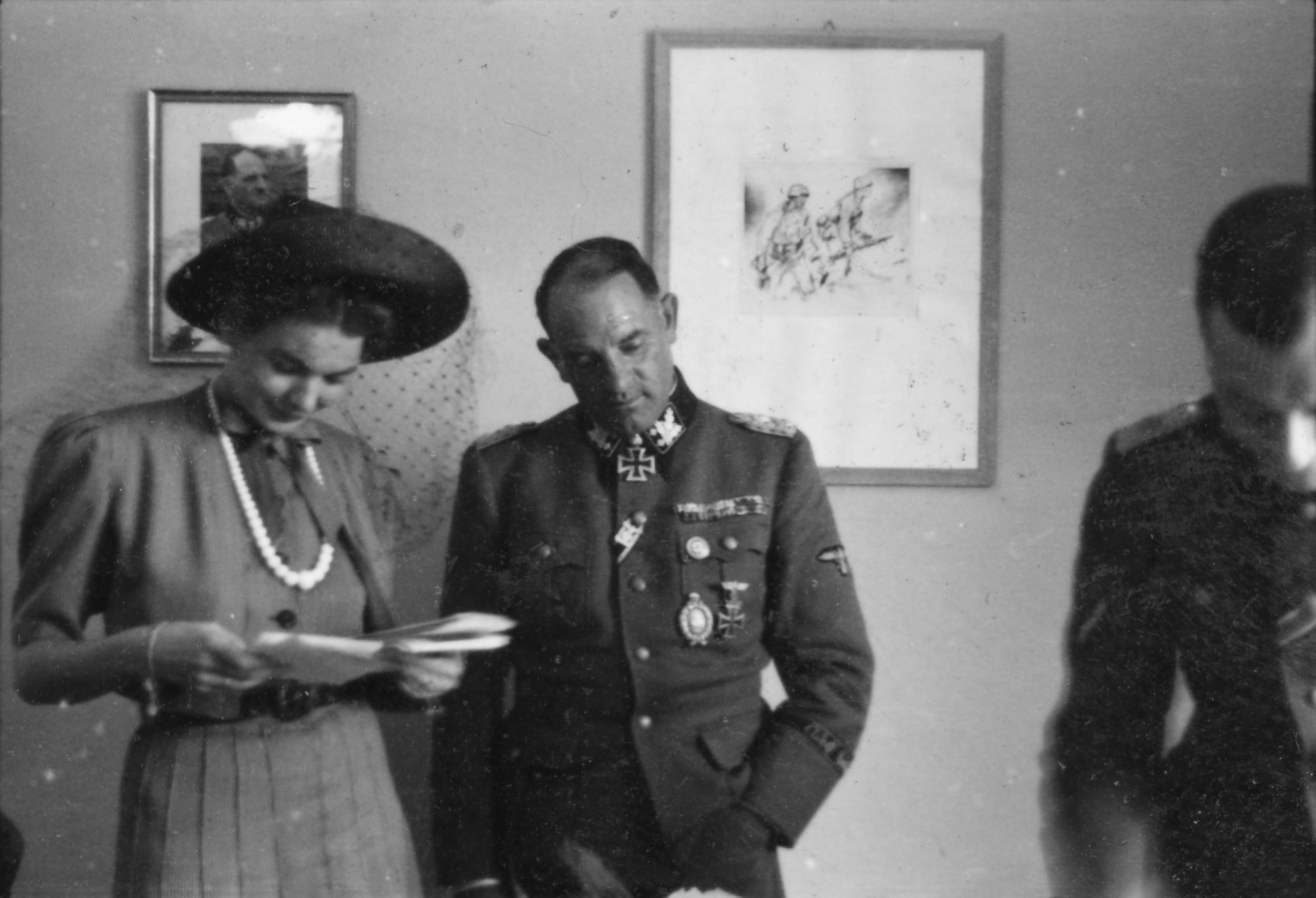
Sepp Dietrich se svojí manželkou Ursulou Moningerovou

Dne 9. srpna byl Dietrich jmenován velitelem 5. tankové armády, která měla provést protiútok u Avranches. Útok vzhledem k postupu spojeneckých jednotek nebyl příliš reálný a vyústil ve ztrátu 300 000 vojáků u Falaise. 8. září velitel skupiny armád B Model zahájil ústup za Západní val, který byl schválený samotným Hitlerem, který již nemohl ignorovat situaci na frontě, ale pod podmínkou, že budou vytvořeny silné tankové svazky pro následný protiútok. Dietrich byl 9. září převelen do Německa, aby organizoval tuto zálohu. Ve funkci velitele 5. tankové armády jej vystřídal generál Hasso von Manteuffel. Ještě předtím, než odjel z Francie, ovšem americká 7. armáda prorazila linie 19. armády, v Paříži vypukly nepokoje a její vojenský velitel generál pěchoty Dietrich von Choltitz ji 25. srpna vydal do rukou spojenců.
Dietrich dorazil k Hitlerovi 14. září, a byl ihned pověřen vytvořením štábu budoucí 6. tankové armády, která měla být rozhodující silou v nadcházejícím protiútoku v Ardenách. 23. listopadu se Dietrich zúčastnil porady v Berlíně, kde byly důkladně probrány jednotlivé fáze operace, nezůstal však do konce, protože se mu narodil třetí syn, který dostal jméno Götz-Hubertus. Cílem 6. tankové armády bylo prolomit linie v okolí Manschau, vyslat bojovou skupinu přes Mázu a probít se až k Antverpám. K této operaci mělo velení armády od počátku velké výhrady, které se nakonec potvrdily. Poslední velká německá ofenzíva na západě ve druhé světové válce začala ráno 16. prosince 1944. Pro Dietricha byla zásadní hlavně událost na silnici z Malméd do Ligneuville, kde bojová skupina SS narazila na konvoj amerických vozidel. Po krátké přestřelce se Američané vzdali, přesto bylo mnoho z nich zastřeleno. Dietrich i velitel skupiny Joachim Peiper byli po válce za tento přečin odsouzeni. Celá operace nakonec skončila výrazným neúspěchem a velká část 6. tankové armády byla zničena.

## Konec války a souzení pro válečné zločiny
V polovině února 1945 se 6. tanková armáda, nyní přejmenovaná na 6. tankovou armádu SS začala tajně přesouvat do Maďarska, aby se účastnila poslední německé ofenzívy na východě. Cílem bylo dobýt Budapešť a udržet maďarská naftová pole. Nasazení tankových jednotek v bažinatém terénu se ukázalo jako holý nesmysl a po rozsáhlém útoku Rudé armády 16. března se 6. tanková armáda SS musela stáhnout, aby unikla zničení. Hitlera tato akce tak rozčílila, že pověřil Himmlera, aby odebral mužům divizí Leibstandarte Adolf Hitler, Das Reich, Totenkopf a Hohenstaufen rukávové nášivky. To Dietricha úplně zdrtilo, rozhodl se rozkazu neuposlechnout a odjet za svými vojáky. Aféra pokračovala ve Vídni u Himmlera, kterému Hitler nařídil, aby odňal příslušníkům 6. tankové armády SS i vyznamenání. Když se o tom dozvěděl Dietrich, údajně si rozzlobeně strhl z krku svůj Rytířský kříž. Po tomto incidentu dostal Dietrich rozkaz bránit Vídeň (padla 13. dubna), což v této situaci nebylo možné, a tak musel opět ustupovat k řece Traisen, kde se 6. tankové armádě SS podařilo na několik týdnů Sověty zastavit. Mezitím se ale ze západu přiřítila Americká armáda, ke které začal Dietrich ustupovat. Dietrich po kapitulaci 9. května odjel do Sonthofenu, nedaleko nějž, v Kufsteinu, byl zajat 36. pěší divizí americké 7. armády.
V zajetí setrval několik dní, než byl 15. května 1945 převezen do tábora v Augsburgu. Téměř ihned po Dietrichově zajetí vznesli sověti požadavek na zanesení jeho jména na seznamu mužů, kteří měli být souzení ze válečné zločiny v okolí Charkova. Netrvalo dlouho a ozvali se také Američané, kteří jej chtěli soudit za zavraždění několika desítek zajatých amerických vojáků v průběhu bitvy v Ardenách, tzv. Malmédský masakr. První výslech se konal 1. června a měl spíše obecnější charakter. Vyšetřovatelé, kterým byl údajně docela sympatický, se ho ptali na jeho názory ohledně událostí minulých dvou desetiletí. Kritizoval zejména Hitlera a Himmlera, a celkově lze říci, že Dietrich při výslechu vychvaloval schopnosti spojeneckých vojáků, ale nenechal nitku suchou na NSDAP, na SS a jejich špičkách, z čehož by se dalo vyvozovat, že si chtěl „zachránit kůži“.
11. června proběhl další výslech, který již byl zaměřený na Dietrichovy názory na německá tažení a také na incident v Malmédách, kde popřel, že by vůbec o nějakém incidentu věděl. 13. července byl Dietrich převezen do Wiesbadenu, kde se spojenci pokoušeli zmapovat německá tažení z posledních dvou let války. Hlavní výslech za účelem zjištění jeho názoru na tyto události proběhl v Oberurselu ve dnech 8.–9. srpna. V táboře byl až do 5. listopadu, než byl spolu s mnoha dalšími bývalými spolubojovníky převezen do Norimberku, aby svědčil v hlavním procesu s válečnými zločinci. Nakonec se tak nestalo, přesto zde zůstal až do 16. března 1946, než byl převezen do Dachau, kde se měl konat soud s účastníky incidentu v Malmédách. Dietrich byl pak krátký čas v Schwabisch Hallu, kde byl formálně zatčen a obžalován, takže již nebyl veden jako válečný zajatec. Do Dachau se vrátil 9. května. 16. července byl vynesen rozsudek a Dietrich byl odsouzen k doživotnímu pobytu ve vězení. Den po skočení procesu, 17. července, dorazil válečný zločinec číslo 160 spolu s ostatními odsouzenými do pevnosti v Landsbergu, kde si měl žalář odpykat.

## Ve vězení a po něm
Začátkem ledna 1947 se začalo s revizí Dietrichova procesu, trest byl mnoha vojákům snížen, pro něho samotného se ale nezměnilo nic. Začátkem roku 1948 zemřela Seppovi matka. Ursula mu tuto zprávu chtěla sdělit sama, proto požádala vedení věznice o umožnění návštěvy. Bylo jí vyhověno, a protože byly rozsudky potvrzeny, mohli nyní příbuzní všechny vězně navštěvovat jednou za měsíc. Během léta 1948 se Dietrichovi začalo ponenáhlu zhoršovat zdraví, nohy jej čím dál více bolely, což byl pravděpodobně důsledek omrzlin ze Sovětského svazu. Neustálé bolesti jej v srpnu 1948 přiměly, aby se nechal vyšetřit ve vězeňské nemocnici, kde se přišlo se na to, že trpí Bürgerovou nemocí a že má problémy s krevním oběhem.
V průběhu let docházelo k vytváření komisí, které případ opakovaně zkoumaly, k zásadnímu zlomu ale došlo 31. ledna 1951, kdy vrchní velitel amerických sil v Evropě generál Thomas Handy rozhodl, že šest zbývajících trestů smrti bude změněno na doživotní žalář. 10. srpna téhož roku snížil Handy tresty i dalším mužům, mezi nimi i Dietrichovi, kterému byl trest snížen na 25 let. Zlepšily se dokonce i podmínky ve věznici a odsouzenci mohli být častěji navštěvováni, dokonce je mohli navštěvovat i přátelé (dříve je mohli navštěvovat pouze příbuzní a právník).
18. července 1955 podal Dietrich již po několikáté žádost o propuštění z vězení, tentokrát mu již bylo vyhověno. Nedlouho po nabytí nezávislosti se německá vláda začala zabývat i předválečnými zločiny. Dietrich byl proto 16. srpna 1956 zatčen v souvislosti s Nocí dlouhých nožů, kde hrál klíčovou roli. Nebyl ve vězení dlouho, neboť byl po výslechu propuštěn na kauci a na proces, který se konal 6. května 1957 v Mnichově, čekal na svobodě. Byl obžalován za to, že od Hitlera převzal seznam šesti příslušníků SA, což před soudem nepopřel. Rozsudek byl vynesen již 14. května a oba obžalovaní, Dietrich a Michael Lippert, obžalovaný z Röhmovy smrti, byli odsouzeni na 18 měsíců žaláře. Dietrich nastoupil trest 7. srpna 1958 v Landsbergu. Znovu, a ještě ve větší míře než dříve, se objevovaly problémy s krevním oběhem, navíc se dostavily i srdeční potíže. Proto byl již 2. února 1959 propuštěn, zároveň mu byly prominuty podmínky, vyplývající z prominutí trestu za válečné zločiny, takže se mohl naplno věnovat své rodině. Přestěhovali se do Ludwigsburgu a najali si dům vedle Engelhardtových. Po zbytek života se Dietrich zabýval lovem, a zároveň se věnoval činnosti v organizaci HIAG (veteránská organizace členů Waffen-SS). Josef „Sepp“ Dietrich zemřel doma v posteli 21. dubna 1966 na infarkt. Pohřeb se konal za účasti asi šesti tisíc lidí, povětšinou jeho kamarádů ze Zbraní SS, v Ludwigsburgu podle vojenských tradic, a promluvil na něm jeho dlouholetý přítel z Leibstandarte Wilhelm Bittrich.

## Kariérní postup

### Data povýšení
- Vizewachtmeister – 1918
- Leutnant der Landespolizei – říjen, 1919
- Oberleutnant der Landespolizei – 1923
- Hauptmann der Landespolizei – 1924
- SS-Sturmführer – 1. června 1928
- SS-Sturmbannführer – 1. srpna 1928
- SS-Standartenführer – 18. září 1929
- SS-Oberführer – 10. říjen 1930
- SS-Gruppenführer – 18. prosince 1931
- SS-Obergruppenführer – 1. července 1934
- SS-Obergruppenführer und General der Waffen SS – 19. listopadu 1940
- SS-Obergruppenführer und Panzergeneral der Waffen SS – červenec 1943
- SS-Oberstgruppenführer und Panzer-Generaloberst der Waffen SS – 1. srpna 1944

### Data vyznamenání
- Rytířský kříž železného kříže – 4. červenec, 1940
- Dubové ratolesti k rytířskému kříži železného kříže – 31. prosinec, 1941
- Meče k rytířskému kříži železného kříže – 14. března, 1943 (26. muž, kterému byly uděleny)
- Brilianty k rytířskému kříži železného kříže – 5. srpna, 1944 (16. muž, kterému byly uděleny)
- Pamětní vyznamenání 9. listopadu 1923 (Řád krve)[1], (10. muž, kterému byl udělen) – 9. listopad, 1933
- Spona k železnému kříži I. třídy – 27. října, 1939
- Spona k železnému kříži II. třídy – 25. září, 1939
- Pruský železný kříž I. třídy
- Pruský železný kříž II. třídy – 14. listopadu 1914
- Rakouská medaile za statečnost v bronzu (první světová válka)
- Bavorský válečný kříž za zásluhy III. třídy s Meči a korunou (první světová válka)
- Medaile za východní frontu
- Sportovní odznak SA [2], ve zlatě
- Německý říšský sportovní odznak [3], ve zlatě
- Zlatý stranický odznak
- Krymský štít [4]
- Odznak za zranění v černém
- Služební odznak NSDAP ve stříbře
- Čestná dýka Reichsführera-SS
- Společný odznak pro piloty a pozorovatele[5]
- Kříž cti
- SS-Ehrenring - 24. XII. 1933 (v současnosti se nachází v soukromé sbírce v České republice)
- Sudetská pamětní medaile se sponou Pražský hrad
- Medaile za Anschluss
- Bojový tankový odznak (první světová válka)
- Slezská orlice I. třídy (Freikorps)
- Slezská orlice II. třídy

(Freikorps)